# ロードアイランド州議会
ロードアイランド州議会(英語:The State of Rhode Island General Assembly)は、アメリカ合衆国ロードアイランド州の州議会である。両院制で、下院は75人の下院議員で構成され、上院は38人の上院議員で構成されている。議員は任期開始直前の総選挙または空席を埋めるための特別選挙で選出される。いずれの議会にも任期制限はない。最新の議会選挙は2022年11月8日に行われた。
議会はプロビデンスのロードアイランド州会議事堂で開かれる。スミス・ヒルはロードアイランド州議会の代名詞として使われることもある。

## 歴史

### 独立初期
1775年6月12日、ロードアイランド州議会はイースト・グリニッジで会合を開き、西半球で初めて政府公認の正式な海軍を創設する決議を可決した。
「植民地の貿易を保護するために、植民地が使用する2隻の適切な船を用船し、最適な方法で艤装するよう、安全委員会に指示することを決議する。そして、10門の4ポンド砲、14門の旋回砲、十分な数の小火器、および必要なすべての戦用品を装備すること。小型船には30人以下の兵員を配備すること。この植民地で徴集するよう命じた1,500人の兵力に全体を含めること。陸軍と同じ報奨金と給料を与える」
州議会は、アメリカ独立戦争でイギリスの支配を拒否した13の植民地議会のひとつである。議会は戦争中、イギリスからの独立を真剣に検討した最初の立法機関であった。1776年5月4日、大陸議会が正式にアメリカ合衆国独立宣言を採択する5ヶ月前、ロードアイランドは、後にアメリカ合衆国となる最初の植民地となり、大英帝国から合法的に離脱した。ウィリアム・エラリーとブラウン大学初代総長のスティーヴン・ホプキンス がロードアイランド独立宣言に署名した。
チャールズ・コーンウォリスが指揮するイギリス軍の敗北に終わる決定的な行軍は、ルイ16世が派遣しロシャンボー伯爵が率いるフランス軍の指揮の下、ロードアイランド州ニューポートで始まった。
アメリカ軍はジョージ・ワシントン将軍が共同で進軍を指揮した。行軍はロードアイランド州プロビデンスを通過し、バージニア州ヨークタウンでのヨークタウンの戦いとチェサピーク湾の海戦を経て、イギリス軍の敗北で幕を閉じた。

### 連邦議会での議論
戦後10年以上、カントリー党率いる州議会は、新しい連邦憲法に権利章典を盛り込むべきという要求と奴隷制反対を理由に、新しく成立した連邦政府への加盟を求める声を押し切った。権利章典が検討され、合衆国新連邦政府から連邦に加盟しなければロードアイランドの商品に輸出税を課すという最後通告を受け、州議会は譲歩した。1790年5月29日、ロードアイランドは合衆国憲法に署名した最後の13植民地となり、合衆国13番目の州（最小の州）となった。

### 州憲法
1663年から1842年まで、州憲法はイングランド国王チャールズ2世 (イングランド王)から与えられた植民地憲章が原型であった。独立戦争中とその後のほとんどの州が、新たに見出された独立を念頭に置いて数多くの新しい憲法を制定したのに対し、州は代わりにイングランド国王の刻印を押した文書を使い続けたという政治的異常事態であった。
アメリカ独立後70年近く経っても、州は1663年の憲章を使い続け、1818年（もう一つの州であるコネチカット州が植民地時代の憲章を捨てて現代憲法を制定した）以降、外国の君主によって公式の法的文書が制定された唯一の州となっている。
1663年の憲章は当時を考えれば民主的なものだったが、産業革命に伴う全国的な参政権要求の高まりは、植民地時代の文書に負担をかけた。
1830年代初頭には、州の白人男性の40％しか選挙権を持たず、白人男性の選挙権比率は全米でも最低レベルだった。議会側は、伝統的な富裕層の投票基盤が縮小することを望まず、変革の障害となることを証明した。
1841年、保守的な州議会と保守的なサミュエル・ワード・キング州知事に不満を抱いたトーマス・ウィルソン・ドア率いる普通選挙支持者が、市民に新しい自由主義憲法を討議するよう呼びかけ、非合法な人民大会を開催した。同時に議会はフリーマン会議と呼ばれる独自の憲法制定会議を開始し、1663年憲章の他の部分はそのままに、ドア支持者に民主的な譲歩を行った。
1841年末から1842年初頭にかけて行われた選挙では、双方がそれぞれの憲法を手に正当な州政府であると主張した。1842年の州知事選挙と州議会選挙が非常に紛糾し、紛糾した数日後、キング州知事は戒厳令を布告した。リベラルなドア支持者たちは武器を取り、ドアの反乱を起こした。
短期間の反乱であったが、キング知事と議会を打倒することはできなかった。フリーマン憲法は最終的に議会で討議され、選挙民によって可決された。人民憲法ほど自由ではなかったが、1843年のフリーマン憲法は、人種要件の廃止を含め、ロードアイランドの男性参政権を大幅に増加させた。1843年の憲法は議会によってさらに修正され、1986年に有権者によって可決された。